# Jared Maddux
John Jared Maddux (* 20. Juli 1912 in Tennessee; † 22. Mai 1971 in Cookeville, Tennessee) war ein US-amerikanischer Politiker. Zwischen 1953 und 1959 sowie nochmals von 1965 bis 1967 war er als Präsident des Staatssenats auch Vizegouverneur des Bundesstaates Tennessee.

## Werdegang
Jared Maddux arbeitete seit 1936 als Angestellter bei der Citizens Bank in Elizabethton. Nach einem gleichzeitigen Jurastudium an der East Tennessee Law School und seiner 1939 erfolgten Zulassung als Rechtsanwalt begann er in diesem Beruf zu arbeiten. Gleichzeitig schlug er als Mitglied der Demokratischen Partei eine politische Laufbahn ein. Im Jahr 1943 wurde er als Assistant Clerk bei der Verwaltung des Repräsentantenhauses von Tennessee angestellt. Zwischen 1945 und 1949 übte er das Amt des State Comptroller of the Treasury für Tennessee aus. Während der Endphase des Zweiten Weltkrieges diente er für kurze Zeit in der US Navy. Nach 1949 setzte er seine Anwaltstätigkeit in Cookeville fort. Von 1950 bis 1965 war er dort auch städtischer Richter.
1952 wurde Maddux in den Senat von Tennessee gewählt, wo er den Vorsitz dieser Kammer übernahm. Nach zwei Wiederwahlen konnte er dieses Amt, das gleichzeitig den Posten des Vizegouverneurs beinhaltete, bis 1959 ausüben. Dabei war er Stellvertreter von Gouverneur Frank G. Clement. In den Jahren 1958 und 1962 spielte er ernsthaft mit dem Gedanken einer Kandidatur für das Amt des Gouverneurs. Letztlich verzichtete er dann doch auf einen solchen Schritt. Zwischen 1963 und 1965 war er nochmals Senatspräsident und Vizegouverneur, wobei er erneut Stellvertreter von Gouverneur Clement war.
Jared Maddux war Mitglied zahlreicher Organisationen und Vereinigungen. Darunter war auch die Veteranenorganisation American Legion, deren regionaler Leiter für Tennessee er zwischenzeitlich war. Außerdem gehörte er den Freimaurern an und saß im Vorstand der First National Bank of Cookeville. Er starb am 22. Mai 1971.